# Potępiona. Dramat z życia żydowskiego w trzech częściach
Potępiona. Dramat z życia żydowskiego w trzech częściach – polski film fabularny z 1913 roku w języku jidysz, oparty na sztuce Jakuba Gordina.

## Obsada
- Rudolf Zasławski
- Misza Fiszzon
- Izrael Arko
- Wiera Zasławska
- Chine Bragińska